# Futsal Club Jango
Il Futsal Club Jango è stato una società polacca di calcio a 5. Fondato a Gliwice, in seguito si è trasferito a  Mysłowice e quindi a Katowice.

## Storia
Il Futsal Club Jango è stato fondato a Gliwice nel novembre del 1997. Nella stagione 1998-99 la squadra si classifica prima nella seconda divisione nazionale, conquistando la promozione nella massima serie. Nell'estate del 2003 la società si trasferisce a Mysłowice e quindi, nel settembre del 2006 a Katowice. Qui il Jango vince l'unico trofeo della sua storia, ovvero l'edizione 2006-07 della Coppa di Polonia. Nell'estate del 2009 la società assorbe la blasonata Nova Gliwice assumendo temporaneamente la denominazione di "Nova Katowice". Già dalla stagione seguente, l'ultima prima dello scioglimento, la denominazione della squadra ritorna a essere "Futsal Club Jango".

## Organico 2008-09
| N. |                    | Ruolo | Calciatore            |
| -- | ------------------ | ----- | --------------------- |
| 1  | Polonia (bandiera) | P     | Bednarczyk Mateusz    |
| 12 | Polonia (bandiera) | P     | Skorupski Łukasz      |
| 24 | Polonia (bandiera) | P     | Tomasz Ulfik          |
| 4  | Polonia (bandiera) | G     | Jagiełło Łukasz       |
| 6  | Polonia (bandiera) | G     | Machura Paweł         |
| 7  | Polonia (bandiera) | P     | Marek Bahna           |
| 8  | Polonia (bandiera) | G     | Krzysztof Jasiński    |
| 10 | Ucraina (bandiera) | G     | Volodymyr Shcherbakov |
| 13 | Polonia (bandiera) | G     | Polášek Radek         |

| N. |                      | Ruolo | Calciatore        |
| -- | -------------------- | ----- | ----------------- |
| 18 | Polonia (bandiera)   | G     | Radoslav Ciprys   |
| 20 | Rep. Ceca (bandiera) | G     | Jan Janovský      |
| 21 | Polonia (bandiera)   | G     | Pękala Sławomir   |
| 23 | Polonia (bandiera)   | G     | Cierpioł Marek    |
| 31 | Ucraina (bandiera)   | G     | Artëm Koval'ov    |
| 55 | Brasile (bandiera)   | G     | Douglas           |
| 77 | Brasile (bandiera)   | G     | André             |
| 80 | Brasile (bandiera)   | G     | Maurício Naimayer |
| 99 | Brasile (bandiera)   | G     | Halison           |

## Palmarès
- Coppa di Polonia: 1
2007